# صحرا اسدالهی
صحرا اسدالهی (زادهٔ ۲۷ مرداد ۱۳۷۱) بازیگر، کارگردانِ فیلم کوتاه و مستندساز اهل ایران است. او فعالیت حرفه‌ای خود را با بازی در فیلم سینمایی فروشنده (۱۳۹۴) به کارگردانی اصغر فرهادی آغاز کرد.
اسدالهی در سال ۲۰۲۴ برای فیلم کوتاه اسپاسم از هفتمین جشنواره بین‌المللی فیلم زنان بیروت جایزهٔ «بهترین بازیگر نقش اول زن» را دریافت کرد. همچنین وی در همان سال برای فیلم سینمایی پریسان برندهٔ جایزهٔ اسب طلایی «تاثیرگذارترین بازیگر زن» از جشنواره سوروکابا برزیل شده است.

## زندگی‌نامه
صحرا اسدالهی در ۲۷ مرداد ۱۳۷۱ در روستای کندر، کرج، استان البرز متولد شد. اسدالهی فارغ‌التحصیل معماری و لیسانس کارگردانی سینما از دانشگاه سوره در تهران است. او بازیگری را نزد حمید سمندریان از تئاتر آغاز کرد. وی با سریال گاهی به پشت سر نگاه کن (۱۳۹۳) به کارگردانی مازیار میری وارد قاب تلویزیون شد. او اولین کار تصویری‌اش را به عنوان گزارشگر با برنامهٔ «صبح به خیر ایران» آغاز کرد. او فعالیت حرفه‌ای خود را با بازی در فیلم سینمایی فروشنده (۱۳۹۴) به کارگردانی اصغر فرهادی آغاز کرد. از دیگر آثار او به‌عنوان بازیگر می‌توان به مجموعهٔ نمایش خانگی شب‌های مافیا و پدرخوانده، و فیلم‌های سینمایی پسرکشی، پری‌سا، ارادتمند؛ نازنین بهاره تینا، طبقه یک‌ونیم، بی‌آبان و بیرو اشاره کرد؛ وی در فیلم بیرو نقش مادر علیرضا بیرانوند را ایفا کرد، این اثر در چهلمین دوره جشنواره فیلم فجر به نمایش درآمد.

## آثار

### سینما
| سال  | عنوان                       | کارگردان              | تهیه‌کننده                    |
| ---- | --------------------------- | --------------------- | ---------------------------- |
| ۱۳۹۴ | فروشنده                     | اصغر فرهادی           | الکساندر ماله-گی اصغر فرهادی |
| ۱۳۹۴ | ارادتمند؛ نازنین بهاره تینا | عبدالرضا کاهانی       | عبدالرضا کاهانی سعید خانی    |
| ۱۳۹۶ | آپاندیس                     | حسین نمازی            | مقصود جباری                  |
| ۱۳۹۶ | دریاچه ماهی                 | مریم دوستی            | سعید سعدی                    |
| ۱۳۹۸ | ملاقات با جادوگر            | حمید بهرامیان         | حمید اعتباریان               |
| ۱۳۹۹ | پسرکشی                      | محمدهادی کریمی        | صادق یاری                    |
| ۱۳۹۹ | آقای سانسور                 | علی جبارزاده          | غلامرضا گمرکی                |
| ۱۳۹۹ | جوجه تیغی                   | مستانه مهاجر          | مستانه مهاجر                 |
| ۱۳۹۹ | پری‌سا                       | محمدرضا رحمانی        | سعید سعدی                    |
| ۱۳۹۹ | یقه سفیدها                  | شهرام مسلخی           | شهرام مسلخی                  |
| ۱۴۰۰ | هما و خواهران               | هما بذرافشان          | نیما حسنی‌نسب                 |
| ۱۴۰۰ | پریسان                      | کامبیز بابایی         | کامبیز بابایی                |
| ۱۴۰۰ | بیرو                        | مرتضی‌علی عباس میرزایی | مجید برزگر                   |
| ۱۴۰۱ | طبقه یک‌ونیم                 | نوید اسماعیلی         | غلامرضا آزادی                |
| ۱۴۰۱ | بی‌آبان                      | مهرداد کوروش‌نیا       | علی‌محمد قاسمی                |
| ۱۴۰۱ | شماره ۱۰                    | حمید زرگرنژاد         | ابراهیم اصغری                |
| ۱۴۰۴ | آنجا کسی دیوانه نیست        | نیما هاشمی            | نیما هاشمی                   |

### تلویزیون
| سال  | عنوان                  | کارگردان                 | تهیه‌کننده                   |
| ---- | ---------------------- | ------------------------ | --------------------------- |
| ۱۳۹۴ | گاهی به پشت سر نگاه کن | مازیار میری              | رضا انصاریان                |
| ۱۳۹۶ | در جستجوی آرامش        | سعید سلطانی              | علی آشتیانی‌پور              |
| ۱۳۹۶ | بیا از گذشته حرف بزنیم | حمید نعمت‌الله            | محمدرضا شفیعی حمید نعمت‌الله |
| ۱۳۹۷ | بچه‌مهندس ۲             | علی غفاری                | سعید سعدی                   |
| ۱۳۹۸ | از یادها رفته          | بهرام بهرامیان           | اکبر تحویلیان               |
| ۱۳۹۸ | شرایط خاص              | وحید امیرخانی            | سیدمرتضی فاطمی              |
| ۱۳۹۸ | دل‌دار                  | جمشید محمودی نوید محمودی | جمشید محمودی نوید محمودی    |
| ۱۳۹۹ | بچه مهندس ۳            | علی غفاری                | سعید سعدی                   |
| ۱۴۰۰ | زندگی زیباست           | قاسم جعفری               | علی حجازی‌مهر                |
| ۱۴۰۱ | داستان یک شهر          | محمدرضا آهنج             | فرشید محمودی                |
| ۱۴۰۳ | سلمان فارسی            | داوود میرباقری           | حسین طاهری                  |

### نمایش خانگی
| سال  | عنوان        | کارگردان           | تهیه‌کننده          |
| ---- | ------------ | ------------------ | ------------------ |
| ۱۳۹۹ | شب‌های مافیا  | سعید ابوطالب       | سعید ابوطالب       |
| ۱۴۰۱ | جادوگر       | مسعود اطیابی       | ایرج محمدی         |
| ۱۴۰۱ | آنتن         | سیدابراهیم عامریان | سیدابراهیم عامریان |
| ۱۴۰۱ | پدرخوانده    | سعید ابوطالب       | سعید ابوطالب       |
| ۱۴۰۱ | معرکه        | بهنام تشکر         | یوسف بچاری         |
| ۱۴۰۲ | تی‌ان‌تی       | حامد آهنگی         | محمدرضا رضائیان    |
| ۱۴۰۲ | چیدمانه      | ایرج طایفه         | سیدجواد هاشمی      |
| ۱۴۰۳ | شام ایرانی ۴ | سعید ابوطالب       | سعید ابوطالب       |

### کارگردانی
- فیلم کوتاه تاری (۱۴۰۳)[۲۱][۲۲]
- مستند بلند تست دوربین (۱۳۹۵)[۲۳][۲۴]
- مستند بلند عباس داریوش (۱۳۹۶)
- مستند خالی (۱۳۹۸)
- فیلم کوتاه کاش (۱۳۹۸)
- فیلم کوتاه اتاق ماساژ (۱۴۰۰)[۲۵]
- مستند سارو (۱۴۰۰)[۲۶]
- فیلم کوتاه ماسور (۱۴۰۰)[۲۷]
- فیلم کوتاه اسپاسم (۱۴۰۱)[۲۸]
- مستند گلونی (۱۴۰۱)
- مستند دسته‌ها قصه می‌سازند (۱۴۰۱)

## جوایز و نامزدی‌ها
- برنده جایزه «بهترین بازیگر نقش اول زن» از هفتمین جشنواره بین‌المللی فیلم زنان بیروت برای فیلم کوتاه اسپاسم (۲۰۲۴)[۶]
- برنده جایزه اسب طلایی «تاثیرگذارترین بازیگر زن» از جشنواره سوروکابا برزیل برای فیلم سینمایی پریسان (۲۰۲۴)[۸]
- نامزد بهترین بازیگر زن در پانزدهمین جشنواره موزیک و فیلم‌های مستقل جهان در آمریکا برای فیلم کوتاه اسپاسم (۲۰۲۴)[۲۹]
- نامزد جایزه بهترین کارگردانی از فستیوال black moons لندن برای مستند بلند تست دوربین (۲۰۱۷)
- برنده جایزه بهترین بازیگر نقش اول زن از فستیوال فیلم‌های آسیایی لس‌آنجلس برای فیلم سینمایی هما و خواهران (۲۰۲۰)[۳۰][۳۱]
- برنده جایزه تندیس جشنواره و دیپلم افتخار بهترین فیلم از نگاه تماشاگران برای مستند بلند تست دوربین از یازدهمین جشنواره فیلم سایه تهران (۱۳۹۶)[۳۲][۳۳]
- نامرد بهترین مستند بلند از فستیوال بین‌المللی Wind آمریکا برای مستند بلند تست دوربین (۲۰۱۶)[۳۴]
- نامزد بهترین مستند بلند از فستیوال بین‌المللی Black Star غنا برای مستند بلند تست دوربین (۲۰۱۶)[۳۵]
- نامرد بهترین مستند بلند از فستیوال بین‌المللی Peloponnisos یونان برای مستند بلند تست دوربین (۲۰۱۷)[۳۶]
- نامرد بهترین مستند بلند از فستیوال بین‌المللی San Maure Torinese ایتالیا برای مستند بلند تست دوربین (۲۰۱۷)
- نامرد بهترین مستند بلند از فستیوال بین‌المللی Noida هند برای مستند بلند تست دوربین (۲۰۱۷)[۳۷]